# الجسد والعقل (دراسات الإعاقة)
مصطلح الجسد والعقل في دراسات الإعاقة، يشير إلى العلاقة المعقدة وغير القابلة للفصل بين الجسد والعقل، وكيف يمكن أن تعمل هاتان الوحدتان كوحدة واحدة. يستخدم علماء الإعاقة مصطلح الجسد والعقل للتأكيد على الترابط وعدم الانفصال بين الجسد والعقل.

## تاريخ
ومن بين علماء دراسات الإعاقة الذين كتبوا أكاديميًا عن الجسد والعقل إيلي كلير، ومارجريت برايس، وسامي شالك، وأليسون باتسافاس، وأليسون كافر. اقترح كلير وبرايس أن العقل والجسد يعبران عن الترابط بين العمليات العقلية والجسدية، كما يعرف شالك العقل والجسد على نحو مماثل فيما يتعلق بالإعاقة والعرق. قدمت مارغريت برايس مصطلح "الجسد والعقل" لدراسات الإعاقة في كتابها الصادر عام 2011 بعنوان "مجنون في المدرسة"، وطوّرته أكثر في مقالها الصادر عام 2015 بعنوان "مشكلة الجسد والعقل واحتمالات الألم". كتبت برايس أن الجمع بين "الجسد" و"العقل" في مصطلح واحد يُقرّ بأن "العمليات العقلية والجسدية لا تؤثر على بعضها البعض فحسب، بل تُؤدي أيضًا إلى بعضها البعض - أي لأنها تميل إلى العمل كوحدة واحدة، على الرغم من أنها تُفهم تقليديًا على أنها اثنتان". ويؤكد برايس أيضًا على كيفية تأثير فهم الجسم والعقل على التشخيص. في سياق المجمع الطبي الصناعي، يعلق برايس بأن الأطباء النفسيين في النهاية "يمارسون سلطة وصفة طبية". بالإضافة إلى ذلك، يستخدم إيلي كلير، وهو كاتب وناشط في دراسات المثليين والإعاقة، الجسد والعقل في عمله عام 2017 بعنوان "النقص الرائع" كوسيلة لمقاومة الافتراضات الغربية الشائعة بأن الجسد والعقل كيانان منفصلان، أو أن العقل "متفوق" على الجسد. مثله مثل برايس، فإنه يتساءل عن الأنظمة التي تعمل على إدامة التشخيصات التي تصور الأشخاص ذوي الإعاقة على أنهم مكسورون أو بحاجة إلى الإصلاح.

## "الإجهاد النفسي" للقمع عند شالك
تستخدم الباحثة سامي شالك في كتابها الصادر عام 2018 بعنوان "إعادة تصور العقول والجسد" مصطلح "العقل والجسد" للاعتراف بأن "العمليات داخل كياننا تؤثر على بعضها البعض بطريقة تجعل مفهوم العملية الجسدية مقابل العقلية صعبًا، إن لم يكن من المستحيل، تمييزه بوضوح في معظم الحالات". ويؤكد شالك على فائدة مصطلح "الجسد والعقل" فيما يتعلق بالإعاقة والعرق. في تحليل تاريخ العرق والجنس والإعاقة، يلاحظ شالك أنه من المهم إدراك التأثير غير المادي لمختلف أشكال القمع. بالنسبة لشالك، فإن مصطلح الجسد والعقل يسلط الضوء على "الضغط النفسي" الناتج عن القمع. فيما يتعلق بالصدمة التي تنتقل عبر الأجيال لدى الأشخاص الملونين، يتم استخدام الجسد والعقل لإظهار كيف أن العبء النفسي للقمع والضغوط الناتجة عنه لها مظاهر عقلية وجسدية دائمة.

## دراسات الإعاقة النسوية
ينشأ مفهوم الجسد والعقل أيضًا في الدراسات النسوية، والتي ناقشتها لأول مرة غلوريا أنزالدوا. تزعم مارغريت برايس أن العلاقة بين الجسد المادي والعقل هي مفهوم مادي للدراسات النسوية المتعلقة بالإعاقة. وفقًا لنيرمالا إيريفيلس، أستاذة الدراسات الاجتماعية والثقافية في التعليم بجامعة ألاباما، فإن فهم أن الهويات تتغير باستمرار، والاعتراف بأهمية الجسد، والتفكير في كيفية تأثير التقاطعية وتقييدها على الجسد، كلها أمور مهمة لفهم مفهوم الجسد والعقل. تهدف نظرية إيريفيلس إلى التركيز على دور التفاعلات مع الآخرين (وخاصة أجساد الآخرين) وكيف يتجلى ذلك في هوية الفرد. بالإضافة إلى ذلك، تشير هذه النظرية إلى أهمية الاعتراف بأن ليس كل شخص لديه القدرة على الوصول إلى هذه التفاعلات بشكل متساوٍ. لقد أثار هذا المفهوم حوارًا يتعلق بالألم والرغبة والعلاج. ربطت برايس هذه النظرية بمطالبتها بوجود حاجة عالمية لإثبات أن الألم الذي يشعر به الإنسان "حقيقي ومهم"، مع الاعتراف بأننا قد لا نعرف كيف يشعر شخص ما بألمه. ويستمر برايس أيضًا في وصف الرعاية باعتبارها قوة موحدة. بالإضافة إلى ذلك، تسلط الباحثة النسوية السوداء المثلية، سامي شالك، الضوء على تأثير القمع على الأفراد/المجتمعات المهمشة على المستوى العقلي والروحي والجسدي.

## حركات العدالة والنشاط في مجال الإعاقة
ساعد الناشطون والعلماء مثل كريستين ويزلر، وجيه لوغان سميلجز، وأشلي موغ في تطبيع مصطلح "الجسد والعقل" وفهمه فيما يتعلق بهياكل السلطة، والتمييز ضد ذوي الإعاقة، والنشاط. تستخدم كريستين ويزلر، وهي باحثة ومؤلفة كتاب "القمع المعرفي والتمييز ضد ذوي الإعاقة في الأخلاقيات الحيوية"، العلاقة بين الجسد والعقل لتوضيح كيف أن إعطاء الأولوية للأجساد القادرة يؤدي إلى خلق القمع وإدامته. ويشير ويزلر إلى أن حركة عدالة الإعاقة تعمل على خلق خطاب جديد يعيد صياغة الروابط بين الجسد والعقل لدى الأشخاص ذوي الإعاقة بطريقة شاملة، وخاصة التحول بعيدًا عن إطار النقص إلى إطار تقدير التمايز بين الأجساد والعقول. أشلي موغ هي باحثة بارزة أخرى ومؤلفة كتاب "القوة المزعجة: الأجساد في الأماكن العامة". يقوم موغ بتحليل تاريخ نشاط العدالة للأشخاص ذوي الإعاقة في الولايات المتحدة ويسلط الضوء على مجموعة من وجهات النظر الشخصية من خلال استخدام المقابلات التاريخية مع نشطاء العدالة للأشخاص ذوي الإعاقة من المثليين والمتحولين جنسياً. يعتقد موغ أن اختلال التوازن في القوة القائمة على التمييز ضد ذوي الإعاقة في الولايات المتحدة يؤدي إلى قمع الهيئات غير المعيارية. علاوة على ذلك، فإنها تتوسع في الحديث عن تداعيات القمع النظامي وتوضح آثاره السلبية على الجسد والعقل الفردي والجماعي الذي يواجه صعوبة مستمرة في الوصول والآخرية.

## تويتر
في القرن الحادي والعشرين، يتم استخدام مصطلح "الجسد والعقل" كمصطلح عامي في محادثات نشاط ذوي الإعاقة على منصات التواصل الاجتماعي مثل تويتر. يقدم ج. لوغان سميلجز، الكاتب والناشط البارز في مجال حقوق ذوي الإعاقة، وجهة نظر حول تأثير التمييز ضد ذوي الإعاقة في المجتمع، ويؤكد أن "وسائل التواصل الاجتماعي ساهمت في ترويج لغة نشاط حقوق ذوي الإعاقة، وهو أمر رائع. لكنها شوّهت أيضًا مفهوم التمييز ضد ذوي الإعاقة، لدرجة أن العديد من ذوي الإعاقة يظنونه مجرد إزعاج لجسدهم وعقلهم، بدلًا من اعتباره بنية قوة". وتحدثت أيضًا الكاتبة والناشطة السياسية كاثي رايزنويتز عن الحاجة إلى تحول في المنظور تجاه الجسد والعقل. قال رايزنويتز إن "النموذج الاجتماعي للإعاقة يحدد المشكلة في المجتمع المتحيز ضد ذوي الإعاقة؛ فلا يوجد شيء "خاطئ" في العقل والجسد غير المعياريين، بل هناك شيء خاطئ في عالم يرفض استيعابه".